# عملية ريمون 20
عملية ريمون 20 (بالعبرية: רימון 20، رمان 20) و(الروسية: Операция Римон 20)، هو المسمى العملياتي لمعركة جوية وقعت في 1970 بين القوات الجوية الإسرائيلية في مواجهة مباشرة مع طياري المقاتلات السوفيت المتمركزين في مصر خلال حرب الاستنزاف. خططت إسرائيل للمعركة الجوية من أجل إرسال رسالة مفادها أنها لن تتسامح بعد ذلك مع التدخل العسكري السوفيتي المباشر في صراعها مع مصر.
اخترقت أربع طائرات ميراج 3 إسرائيلية الأجواء المصرية بعد ظهر يوم 30 يوليو 1970، وحلقت في تشكيل محكم لتظهر كطائرة واحدة. فأُرسلت أربع طائرات ميج-21، كما كان متوقعًا، بقيادة السوفييت لاعتراض ما اعتقدوا أنها طلعة استطلاع إسرائيلية روتينية. وسرعان ما انضمت إليهم ثماني طائرات ميج إضافية. عندما اقتربت المقاتلات السوفيتية من طائرات الميراج، تعرضت لكمين من قبل أربع طائرات إسرائيلية من طراز إف-4 فانتوم وثماني طائرات ميراج 3 التي كانت كامنة على ارتفاع منخفض دون رصدها. وسرعان ما وصلت تعزيزات إضافية من 12 طائرة طراز ميج-21. وبحلول نهاية القتال الجوي بين هذه الرباعيات، سقطت خمس طائرات سوفيتية من طراز ميج-21 دون أي خسائر إسرائيلية.
كان القادة العسكريون المصريون سعداء بنتيجة المعركة لأن السوفيت كانوا ينتقدون منذ فترة طويلة الخسائر الجوية المصرية أمام إسرائيل وينسبونها إلى نقص المهارة بين الطيارين المقاتلين المصريين. التزم السوفييت الصمت بشأن الحادث لتجنب إحراج هزيمتهم. لقد كانت واحدة من الاشتباكات الأخيرة في حرب الاستنزاف ويعتقد على نطاق واسع أنها ساهمت في نهايتها.

## خلفية تاريخية

### التدخل السوفيتي
شنت مصر حرب الاستنزاف بهدف إضعاف قبضة إسرائيل على الأراضي التي احتلتها خلال حرب 1967. ومع ذلك، بحلول بداية 1970، كانت القوات الجوية الإسرائيلية قد حققت تفوقاً جوياً كاملاً على الجبهة على طول قناة السويس، كما كشف إطلاق عملية بريحا في يناير عن عدم قدرة مصر على مواجهة التفوق الجوي الإسرائيلي ليس على طول القناة فحسب ولكن في العمق مصر كذلك. لذلك لجأ الرئيس المصري جمال عبد الناصر إلى الاتحاد السوفيتي طلباً للمساعدة. زار ناصر موسكو في 24-25 يناير 1970، وأقنع مضيفيه بزيادة المساعدات السوفيتية. فرقة كاملة من قوات الدفاع الجوي السوفيتية، هي فرقة الصواريخ المضادة للطائرات الثامنة عشرة، بما في ذلك فوج الطيران المقاتل رقم 135 المجهز بطائرات ميج-21إم إف. مع أحدث الإصدارات من سام-2 وسام-3 ولذلك تُشرت بطاريات سام في مصر. وقد كُلفوا في البداية بالدفاع عن القاهرة والإسكندرية وخزان أسوان وحدهم، مما أدى إلى تفرغ قوة الدفاع الجوي المصري للاشتباك مع سلاح الجو الإسرائيلي فوق منطقة القناة. فيما لم يُعلن عن وجودهم ومشاركتهم النشطة في الدفاع عن مصر، ونُفي هذا الأمر بعد فترة طويلة، لكن الاستخبارات الإسرائيلية كشفت وجودهم بعد وقت قصير من وصولهم.
ومع ذلك أمرت الحكومة الإسرائيلية سلاح الجو الإسرائيلي بتجنب القوات السوفيتية، خوفاً من مواجهة قوة عظمى والعواقب المحتملة. وسرعان ما تقلصت أهداف عملية بريحا، وعندما جعل السوفيت وجودهم محسوساً، انتهت على الفور. وبحلول نهاية أبريل 1970، توقفت الطائرات الإسرائيلية عن التحليق في مصر، على أمل أن يرضي ذلك السوفيت. ومع ذلك، بدأ السوفيت والمصريون حينئذ في تحريك منظومة الدفاع الجوي المشتركة نحو منطقة القناة، مما هدد بحرمان إسرائيل من تفوقها الجوي. فاستهدفت القوات الجوية الإسرائيلية بطاريات صواريخ سام المصرية والبنية التحتية الملحقة بها، ولكن بحلول نهاية يونيو، سقطت طائرتان من طراز إف-4 فانتوم بواسطة صواريخ سام واثنتين أخريين في يوليو. علاوة على ذلك، كان المقاتلون السوفييت أيضاً يوسعون نطاق عملياتهم وأصبح من الواضح أن السوفيت، المدعومين بنجاحهم، يسعون بنشاط للمشاركة في القتال. في 25 يوليو، اعترضت طائرات سوفيتية من طراز ميج-21 طائرات إسرائيلية من طراز إيه-4 سكاي هوك في مهمة هجوم بري وطاردتهم إلى سيناء التي تسيطر عليها إسرائيل. أصيبت إحدى طائرات سكاي هوك بصاروخ إيه إيه-2 آتول وأُجبرت على الهبوط في مطار المليز.

### تغير الموقف الإسرائيلي
لقد أدركت كل من الحكومة والقوات الجوية الإسرائيلية أن سياسة ضبط النفس في مواجهة السوفيت قد فشلت. فللمرة الأولى أصبح التفوق الجوي الذي اكتسبته إسرائيل بشق الأنفس معرضاً لتهديد خطير، ليس فقط على الضفة الغربية لقناة السويس، بل وأيضاً فوق الأراضي التي تسيطر عليها إسرائيل. لذلك اقترحت القوات الجوية الإسرائيلية مواجهة السوفيت وجهاً لوجه، على أمل إثبات أنه على الرغم من عدم امتلاكها لرد عملياتي على منظومة الدفاع الجوي الواسعة التي تتشكل على الضفة الغربية لقناة السويس، فإنها متفوقة في السيادة الجوية. كما أن فرصة معاقبة السوفيت ستعمل على رفع الروح المعنوية المتدهورة بعد خسارة العديد من الطائرات والطيارين في الأشهر القليلة الماضية، وستكون أيضاً ذات قيمة في مفاوضات وقف إطلاق النار القادمة. وقد رفع قائد سلاح الجو الإسرائيلي مردخاي (موتي) هود، بدعم من رئيس هيئة الأركان العامة للجيش الإسرائيلي حاييم بارليف، هذه المسألة إلى الحكومة الإسرائيلية في 25 يوليو. وبمجرد الحصول على موافقة حكومة غولدا مائير، شرعت القوات الجوية الإسرائيلية في تنظيم فريق لنصب كمين جوي. نُصبت مثل هذه الكمائن من قبل، تحت الاسم الرمزي «ريمون» (الرمان)، وحدثت القوات الجوية الخطة النهائية التي أُطلق عليها اسم «ريمون 20». وكان من المقرر في البداية تنفيذها في 29 يوليو، ولكن جرى تأجيلها لاحقاً إلى 30 يوليو.

## التخطيط

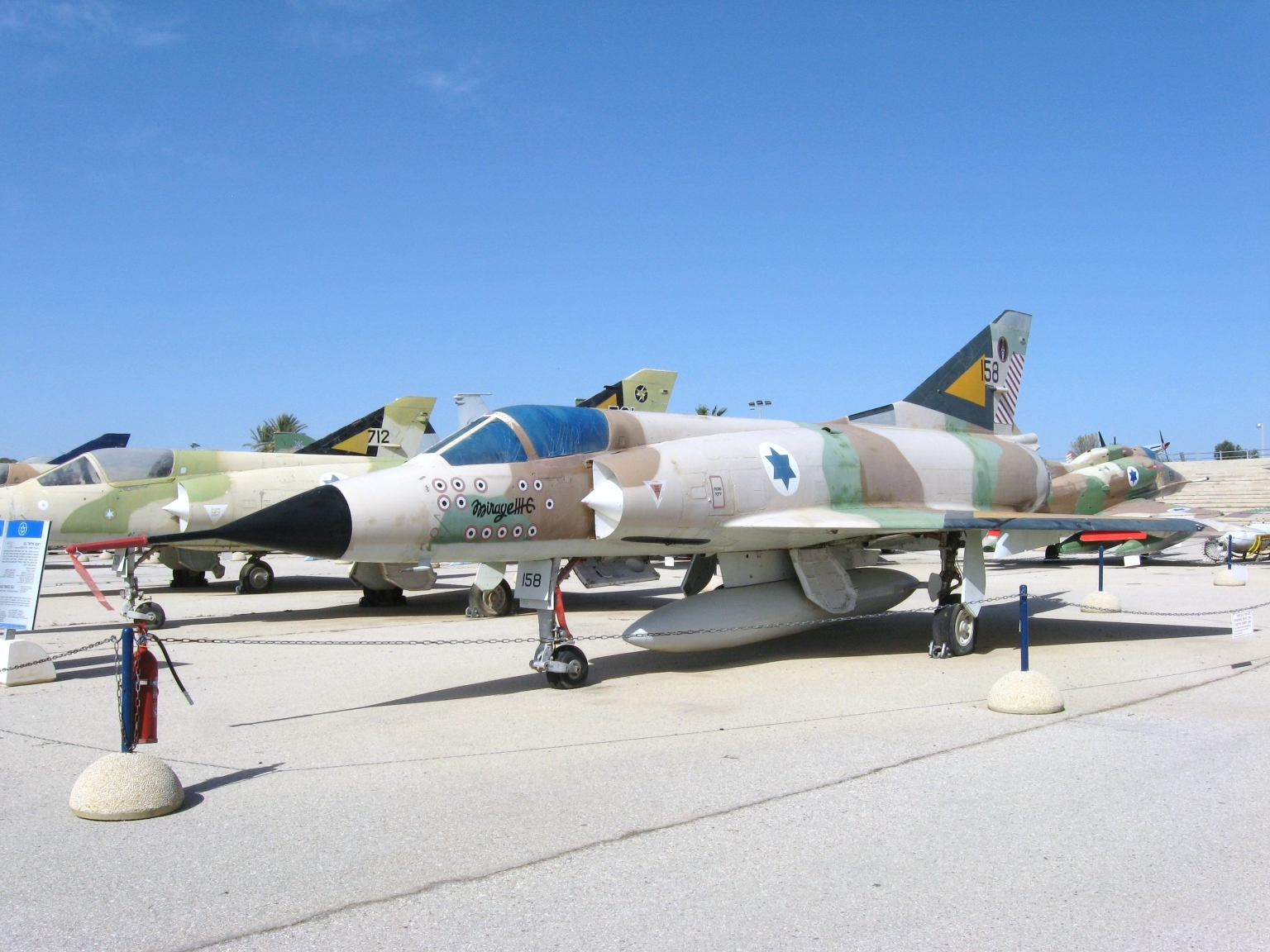
ميراج 3سي تتبع القوات الجوية الإسرائيلية.

كان من المقرر أن تبدأ «ريمون 20» بهجوم يشنه السرب 69 الإسرائيلي بطائرات فانتوم على محطة رادار مصرية جنوب شرق مدينة السويس. وكان من المقرر تنفيذ هذه الهجمات في إطار هجوم تشنه عادةً طائرات سكاي هوك الإسرائيلية، مما يمنح انطباعاً بقدوم يوم آخر من القتال على جبهة قناة السويس. وفي الوقت نفسه، كان من المقرر أن تخترق أربع طائرات ميراج من السرب 119 المجال الجوي المصري في أقصى الجنوب بالقرب من الغردقة، في شكل رحلة استطلاع روتينية. وبمجرد انطلاق طائرات الميج السوفيتية لاعتراض الميراج، كان من المفترض أن تجذب طائرات الميج غرباً، وعند هذه النقطة ستقترب طائرات الفانتوم وأربعة طائرات ميراج من السرب 117 المتمركزة فوق سيناء من طائرات الميج من الشرق، مما يؤدي إلى نصب الكمين. وكان من المقرر أن تكون أربع طائرات ميراج أخرى من السرب 101 في حالة تأهب فوري في المليز.
أعد موتي هود خطته بإحكام، حيث قرر تجميع أفضل فريق ممكن للمهمة. كان اختيار الطيارين يقع على عاتق قادة السرب واختار كل منهم نفسه فيما بعد. عاموس آمير، قائد السرب 119 لديه 5 إسقاط جوي في ذلك الوقت، اختار آشر سنير (11 إسقاط)، أبراهام سلمون (6) وآفي جلعاد (2) لمرافقته. وكان من المقرر أن يرافق أوري إيفن-نير، قائد السرب 117 والذي كان له الفضل بالفعل في 3 إسقاطات، إيتامار نيونر (4)، يهودا كورين (7) وكوبي ريختر (7). بينما كان يفتاخ سبيكتور، وهو قائد ذو 8 إسقاطات يقود السرب 101، برفقة مايكل تسوك (2)، إسرائيل باهاراف (5) وجيورا رام فورمان. وكان السرب 69 من طائرات الفانتوم بقيادة آفيهو بن نون، الذي أسقط طائرتين كطيار ميراج، مع الملاح شاؤول ليفي. واشترك أيضاً أفيم سيلا (1) مع رؤوفين رشيف، إيهود هانكين (3، الملاح غير معروف) وأوري جيل (1) مع إسرائيل بارناس. كان سلاح الجو الإسرائيلي يستعد لإرسال بعض طياريه الأكثر خبرة، بمجموع نقاط بلغ 67 إسقاطاً جوياً، لمواجهة السوفيت الذين كانت خبرة القتالية محدودة ولم يقاتلوا تحت علمهم.

## المعركة
بدأ الخميس الموافق 30 يوليو 1970 بيوم آخر في حرب الاستنزاف المستمرة حيث قصف سلاح الجو الإسرائيلي المواقع المصرية على طول قناة السويس. شارك في القصف طائرات فانتوم من السربين 69 و201، وطائرات فوتور من السرب 110، وطائرات أوراغان من السرب 113 وطائرات سكاي هوك من الأسراب 115 و102 و116، ولم تواجه أي اعتراضات جوية. وبمجرد عودة جميع الطائرات إلى قواعدها، كان من الممكن بدأ ريمون 20.
بدأت العملية في الساعة 14:00 (بتوقيت إسرائيل، 15:00 بتوقيت مصر) حيث قصف بن نون وسيلا وهانكين وجيل موقع الرادار المصري في العين السخنة. في هذه الأثناء، كانت طائرات الميراج الأربعة التابعة للسرب 119 التابعة لعاموس آمير تعبر خليج السويس على ارتفاع منخفض، ودخلت المجال الجوي المصري قبل أن تتجه شمالاً وتصعد إلى 35,000 قدم (11,000 م). حلقت طائرات الميراج الأربع في تشكيل محكم لتظهر كهدف فردي أو مزدوج في رحلة استطلاع روتينية، وكانت كل منها مسلحة بزوج من صواريخ إيه آي إم-9 سايدويندر. استغرق الأمر 11 دقيقة لكن السوفيت وقعوا في النهاية في الحيلة وأرسلوا مقاتلاتهم لاعتراض الطائرات الإسرائيلية. أول من أقلع كانت رباعية من طائرات ميج-21 من قاعدة كوم أوشيم بقيادة النقيب كامينيف، تلاها بعد فترة وجيزة تشكيلان من رباعيتين من بني سويف بقيادة النقيب يورتشينكو والنقيب سارانين. وسرعان ما ألغت طائرة ميج من التشكيل الأخير المهمة بعد أن واجهت مشاكل في المحرك. أقلعت اثنتي عشرة طائرة ميج أخرى في وقت لاحق من كوم أوشيم والقطامية (المعروف أيضاً باسم وادي الجندلي، بالقرب من كفر مسعود). توجهت طائرات الرباعيتين السوفيتية لاعتراض تشكيل «الاستطلاع» المتطفل، بينما توجهت طائرتين أخريين نحو ما كان يعتقد أنه طائرات سكاي هوك في مهمة هجوم بري.
عندما كانت طائرات الميج الأولى على بعد 20 كم وتقترب من الغرب، قاد عاموس آمير طائراته الأربع في منعطف صعودي بزاوية 270 درجة مما جعل الميج تتبعه غرباً. ومع ذلك، فقد حول طائراته بإحكام شديد. وبدلاً من جذب طائرات الميج نحو الغرب، أصبح وجهاً لوجه معها. بينما كانت طائرات الميراج تقترب من طائرات الميج، كانت طائرات الفانتوم الأربعة تقترب من المنطقة على ارتفاع منخفض وفي خط متوازي. كانت الخطة الأصلية تستدعي اندفاع طائرات الفانتوم من أسفل وخلف وتحت طائرات الميج-21 التي تطارد طائرات الميراج، ووضعها في مدى صواريخ إيه آي إم-7 سبارو الموجهة بالرادار. لكن ذلك لم يعد ممكناً حينها، ومع انخراط الفانتوم في المعركة، بدأ قتال جوي بين الرباعيات عن قرب.
لم يكن الإسرائيليون ماهرين فحسب؛ بل كانوا محظوظين أيضاً حيث تمكن طيار روسي من الالتفاف خلف ذيل طائرة فانتوم وضربها بصاروخ آتول الحراري، لكنه فشل في الانفجار.

### اشتباك الميراج
حافظت طائرات الفانتوم على وضع أزواج حماية متبادلة، بينما انفصل طيارو الميراج الأقل حذراً للاشتباك مع خصومهم فردياً. انفصل أبراهام سلمون وآفي جلعاد عندما بدأت المعركة وسرعان ما أصبح سلمون أول من يسجل إسقاط جوي. ورصد طائرتي ميج خلف ذيل زوج من الفانتوم، فحذر رفاقه من الخطر الوشيك قبل أن يلتف خلف طائرة ميج ويطلق صاروخ إيه آي إم-9دي. انفجرت الميج، مما أسفر عن مقتل الطيار نيكولاي يورتشينكو.
انفصل آشر سنير أيضاً عن طيار الجناح الخاص به لمطاردة طائرات الميج. فوجد نفسه وسط عدد من طائرات الميج والفانتوم، فاختار مطاردة إحدى المقاتلات السوفيتية. بينما كانت الميج تبتعد عن الميراج، أطلق سنير صاروخ إيه آي إم-9دي، فأصاب بطن ميج-21. وتمكن طيارها النقيب يفغيني ياكوفليف من القفز من الطائرة المصابة، لكنه توفي أثناء الهبوط. يستذكر أفيم سيلا عملية الإسقاط:
«أطلقت إحدى طائرات الميراج (التي يقودها آشر سنير) صاروخ جو-جو بعد ثوانٍ من بدء المعركة. أصاب الصاروخ طائرة ميج وأشعل النار فيها؛ قفز الطيار. ودارت الطائرة وسقطت مثل الحجر من ارتفاع 30,000 قدم (100,9 م). انفتحت مظلة الطيار الروسي على الفور – ليس من المفترض حدوث ذلك؛ فالمظلات مصممة لتنفتح تلقائياً على ارتفاع 10,000 قدم [3,000 متر]، بحيث لا يتجمد حاملها أو يختنق على ارتفاعات عالية.»
لكن سنير، في خضم المطاردة وبدون حماية طيار الجناح، فشل في رصد طائرة ميج-21 تقترب من ذيله. أطلق الكابتن فلاديمير إيفليف صاروخ من طراز إيه إيه-2 آتول على الميراج، التي انفجرت في عادم محرك أتار، مما أدى إلى إتلاف فوهة وذيل طائرة سنير. انسحب سنير وتمكن من مساعدة طائرته المتضررة على الهبوط بأمان في المليز. أطلق إيفليف، الذي كان يعاني من نقص الوقود، صلاية من مدفع الطائرة على إحدى طائرات الفانتوم وحادت عنها قبل أن يتوجه عائداً إلى القطامية.
ومع بدء المعركة، صدرت أوامر بتعزيزات إسرائيلية للمشاركة في القتال. كانت طائرات الميراج الأربعة من السرب 117 التي كانت كامنة على ارتفاع منخفض فوق سيناء، بعيداً عن مدى الرادار المصري والسوفيتي، تتجه نحو الغرب عندما تعرضت طائرة إيتامار نيونر لعطل في المحرك واضطر إلى إلغاء المهمة. وصحب إيفن-نير طياره طيار جناحه إلى المليز خوفاً من ترك نيونر وحيداً في منطقة معادية. فيما أُرسل زوج من السرب 101، بقيادة يفتاخ سبيكتور ومايكل تسوك، ليحل محلهما. لكن تسوك سرعان ما غاب عن نظر سبيكتور والذي أمره بالعودة إلى القاعدة، ليخوض المعركة بنفسه. كان زوج السرب 117 المتبقيان، كورين وريختر، على وشك الاشتباك مع المقاتلات السوفيتية.

### إسقاطات الفانتوم

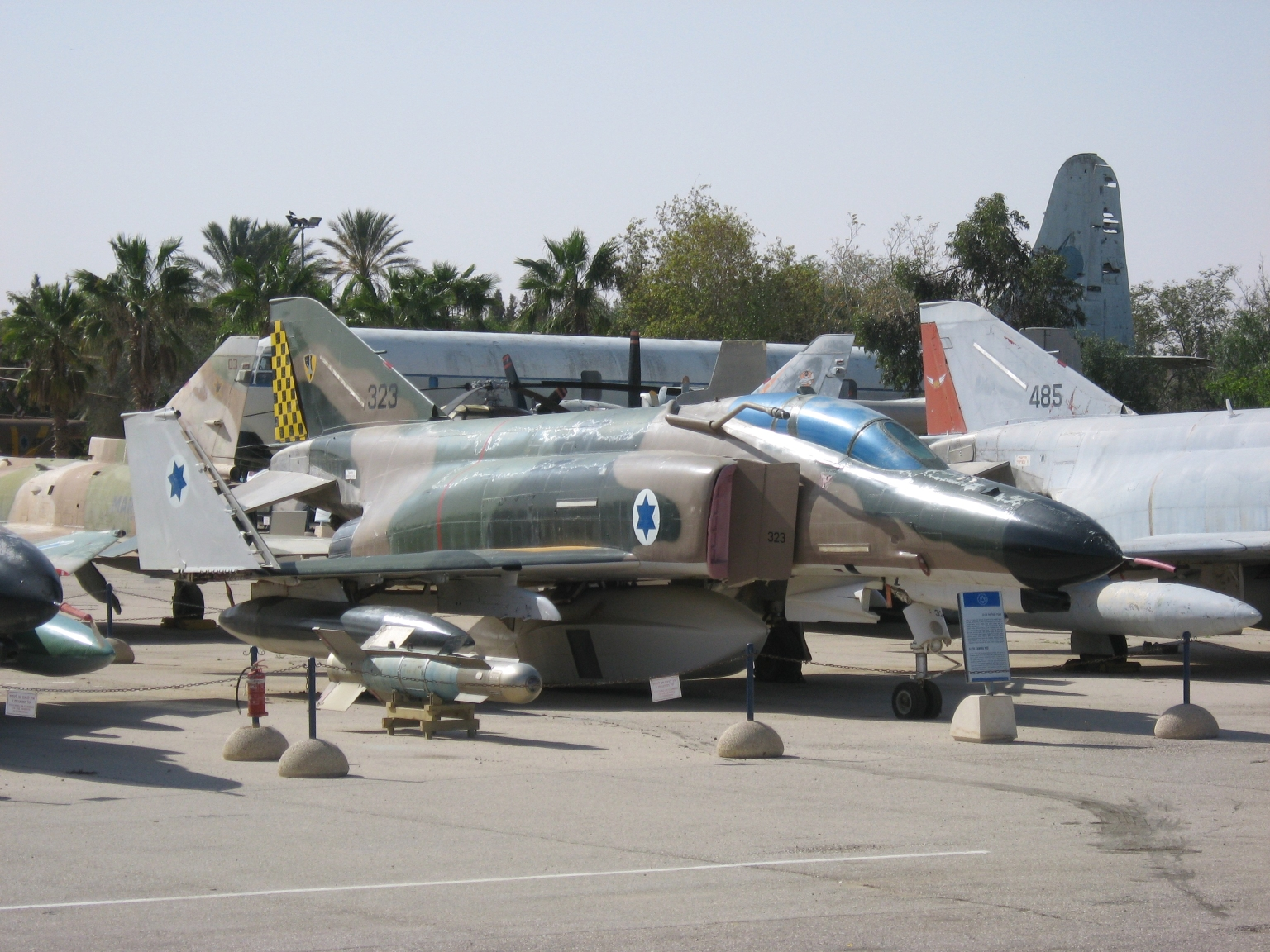
إف-4إي فانتوم 2 من السرب 69 التابع للقوات الجوية الإسرائيلية.

في هذه الأثناء، اكتشفت أطقم طائرات الفانتوم أن الطيران في أزواج كان بالفعل أكثر أماناً، ولكنه لا يؤدي إلى تسجيل عمليات إسقاط جوي لأنه يحد من حرية عمل الطيار المنفرد. ولم يكن خصومهم السوفيت يتمتعون بالمهارة الكافية ليشكلوا تهديداً خطيراً، فقرر بن نون وسيلا الانفصال ومطارة صيدهم. وضع سيلا نصب عينيه على إحدى طائرات الميج لكنه فشل في الوصول إلى وضع يمكنه من إطلاق صواريخه. عندما دارت طائرة الميج بانحراف شديد وأصبحت في مواجهة طائرة الفانتوم، نفذ سيلا مناورة إميلمان حادة مما وضعه فوق وخلف الميج:
«بحلول هذا الوقت أدركت أن الطيار الروسي كان بلا خبرة؛ فلم يكن يعرف كيف يتعامل مع طائرته في المواقف القتالية. وعلى ارتفاع 15,000 قدم [4,600 م] أكد هذه الحقيقة بمحاولته الهروب عبر هبوط حاد إلى ارتفاع 700 قدم [210 م]. وكان كل ما علينا فعله هو أن نطارده ونثبت رادارنا عليه – ثم نطلق صاروخاً. كان هناك انفجار هائل – لكن الميج خرجت من سحابة الدخان دون أن تصاب بضرر على ما يبدو. لقد أثار ذلك غضبي وأطلقت صاروخاً ثانياً، وهو ما تبين أنه غير ضروري. حيث تعرضت الطائرة الروسية لأضرار جسيمة جراء الصاروخ الأول؛ فجأة اشتعلت فيها النيران وهوت. وبحلول الوقت الذي وصل إليه الصاروخ الثاني، لم تكن موجودة هناك.»
كان صاروخ سيلا طراز إيه آي إم-9 قد أسقط النقيب جورجي سيركين، الذي تمكن من القفز من طائرته.
مرت دقيقتان حينها وأخذ وقود طائرات الميراج والميج في الانخفاض وبدأت الطائرات في الانسحاب من منطقة الاشتباك. رصد آفيهو بن نون طائرة ميج تحلق على ارتفاع 1,000-2,000 قدم (300-610 م) وكان يرافقه كورين وريختر من السرب 117 خلف ذيله. كان ريختر قد أطلق صاروخاً من طراز شفرير 2 على طائرة الميغ، لكن المسافة كانت كبيرة جداً وسقط الصاروخ على الأرض دون أن يسبب أي ضرر. حاول كورين أيضاً إطلاق صاروخ، لكنه اكتشف أنه تخلص من صواريخه وخزانات الوقود الخاصة به عندما دخل المعركة. كان كورين قريباً من مدى مدفع الطائرة عندما مر بجواره صاروخ إيه آي إم-7 سبارو، أصاب هدفه وحطمه إلى أجزاء متناثرة وقتل الطيار كامينيف. أطلق هذا الصاروخ أطلقه آفيهو بن نون وشاؤول ليفي:
«وفجأة وجدنا أنفسنا، أنا ورقم 2، مع طائرة منفردة من السرب 117، نطارد طائرة ميج تحلق على ارتفاع منخفض وبسرعة الصوت تقريباً. كما تبين لنا، كان التهديد الأكبر هو أن طيار السرب 117 سينسب طائرتنا الميج لنفسه. لقد أطلقنا «سبارو»، على الرغم من أنه لا ينبغي للمرء أن يكون على هذا الارتفاع وفي تلك الظروف. حتى لا يتمكن طيار السرب 117 من النيل منها.»

### الإسقاط المشترك
طارد أبراهام سالمون طائرة ميج-21 أخرى كانت تحاول شق طريقها بعيداً عن منطقة المعركة. وكان طيارها فلاديمير جورافليف يناور بقوة بعد أن رصد وجود سالمون خلف ذيله، ليحرمه من فرصة إسقاطه. كان سالمون قد أطلق بالفعل صاروخاً فشل في التسبب في أي ضرر، عندما انضم السرب 101 من طائرات الميراج بقيادة سبيكتور إلى القتال وأرسل زوجاً آخر تجاه الميج. وعلى الرغم من أن ميراج واحدة على الأقل أصابتها بإحكام، فإنها فشلت أيضاً في إسقاط الميج، واستمرت في الطيران بعيداً إلى الشمال الغربي. واصل سالمون المطاردة إلى محيط حلوان، حيث تمكن من تقليص المسافة مع الميج وأفرغ مدفعه فيها. ومع نفاد ذخيرته ووقوده، غادر المكان. بعد سنوات فقط (انظر أدناه) تبين أن طائرة جورافليف تحطمت بالفعل وقُتل طيارها. ونُسب لكلا من سبيكتور وسالمون إسقاطها المشترك، وهو الخامس والأخير في المعركة.
استمر الاشتباك أقل بقليل من ثلاث دقائق. نظراً لأن السوفيت كانوا ما زالوا قادرين على إرسال المزيد من الطائرات إلى موقع المعركة، أعطى موتي هود الأمر لجميع الطائرات المتبقية بفك الاشتباك والانسحاب. بينما توجهت طائرات الميراج إلى المليز للتزود بالوقود قبل عودتها إلى قواعدها الأصلية في إسرائيل، شقت طائرات الفانتوم التابعة للسرب 69 طريقها مباشرة إلى رمات ديفيد.

## التداعيات
ظهرت التفاصيل الأولى للاشتباك في الصحافة الدولية في غضون ساعات من وقوعه. وكانت إسرائيل قد ادعت إسقاط 4 طائرات مصرية، دون الكشف عن الهوية الحقيقية لطياريها، فيما نفت مصر خسارة أي طائرة. لكن المزيد من التفاصيل سرعان ما أصبحت متاحة. حيث كُشف عن الهوية الحقيقية لطياري الميج خلال أيام، وأكدتها رئيس الوزراء مائير في أواخر أكتوبر 1970 عند مناقشة الوجود السوفيتي في مصر:
« كيف أعرف أن هناك طيارين روس في مصر؟ بكل بساطة لأننا أسقطنا أربع طائرات سوفيتية كان يقودها طيارون سوفيت.»
كما أعلنت الصحافة المصرية في 1972 عن خسارة 5 طائرات سوفيتية في 30 يوليو 1970. وهذا ما أكده لاحقاً الرئيس المصري أنور السادات أثناء زيارته لإسرائيل قبل التوقيع على اتفاقيات كامب ديفيد.
نشر الاتحاد السوفيتي فوجاً آخر من طائرات ميج-21 وأُرسل سرب من طائرات سو-15 الاعتراضية في جميع الأحوال الجوية إلى مصر لتعزيز الدفاعات. كما أعد السوفيت كميناً مضاداً خاصاً بهم بعد بضعة أيام. ونُصبت بطاريات صواريخ هيكلية لجذب الطائرات المقاتلة الإسرائيلية بينما كانت بطاريات الصواريخ الحقيقية مموهة. ابتلع الإسرائيليون الطعم. وأُسقطت طائرة إسرائيلية طراز إف-4 فانتوم وأصيبت أخرى لكنها تمكنت من العودة إلى القاعدة.
تمثل رد فعل المصريين أنفسهم في رضى علني بنتيجة الاشتباك. حيث عانوا في السابق من انتقادات شديدة لأدائهم والتفاخر بالمهارات السوفيتية المتفوقة، في حين أن السوفيت وقعوا في فخ التكتيكات التي كان المصريون على دراية بها بالفعل.
ورغم أن عملية ريمون 20 تعد إنجازاً معنوياً مُعززاً لإسرائيل، فإنها لم تغير مسار الحرب. فقد سقطت طائرة أخرى من طراز فانتوم للقوات الجوية الإسرائيلية بواسطة سام-3 في 3 أغسطس وتضررت أخرى. ومع ذلك، أثبت المستوى الجديد من التصعيد أنه ينذر بالسوء للغاية بالنسبة لجميع الأطراف المعنية. ولم تتمكن إسرائيل أو مصر من تحقيق أفضلية واضحة، ومع ذلك كان بوسع كل منهما أن تدعي تحقيق إنجازات عسكرية. وسرعان ما أثمرت الضغوط الأمريكية لإنهاء الصراع مع احتمال انخراط الولايات المتحدة والاتحاد السوفيتي. ودخل اتفاق وقف إطلاق النار حيز التنفيذ في 7 أغسطس 1970، منهياً حرب الاستنزاف.

## تشكيل المعركة

### الإسرائيليون
| الاسم                   | السرب | نوع الطائرة           | الرقم المتسلسل |                                                                                              |
| ----------------------- | ----- | --------------------- | -------------- | -------------------------------------------------------------------------------------------- |
| عاموس آمير              | 119   | ميراج 3 سي            |                | قائد سرب.                                                                                    |
| آشير سنير               | 119   | ميراج 3 سي            | 6x             | نائب قائد سرب مبتدأ. له إسقاط واحد. وأصيبت طائرته بواسطة يد الطيار السوفيتي فلاديمير إيفليف. |
| أفراهام سالمون          | 119   | ميراج 3 سي            | 78             | نائب قائد سرب مخضرم. له إسقاط ونصف.                                                          |
| آفي جلعاد               | 119   | ميراج 3 سي            |                |                                                                                              |
| يوري إيفن-نير           | 117   | ميراج 3 سي            |                | قائد سرب. انسحب قبل المعركة، بمرافقة نيونر.                                                  |
| إيتامار نيونر           | 117   | ميراج 3 سي            |                | انسحب من المعركة نتيجة مشاكل في المحرك.                                                      |
| يهودا كورين             | 117   | ميراج 3 سي            |                |                                                                                              |
| كوبي ريشتر              | 117   | ميراج 3 سي            |                |                                                                                              |
| يفتاخ سبيكتور           | 101   | ميراج 3 سي            | 52             | قائد سرب. في احتياطي المليز. أقلع لاستبدال إيفن-نير وله نصف إسقاط.                           |
| مايكل تزوك              | 101   | ميراج 3 سي            |                | نائب قائد سرب مبتدأ. في احتياطي المليز، أقلع ليحل محل إيفن-نير ونيونر، انسحب قبل المعركة.    |
| إسرائيل بهاراف          | 101   | ميراج 3 سي            |                | في احتياطي المليز. لم يشارك في المعركة.                                                      |
| جيورا رام-فرمان         | 101   | ميراج 3 سي            |                | في احتياطي المليز. لم يشارك في المعركة.                                                      |
| آفيهو بن-نون/شاؤل ليفي  | 69    | إف-4إي فانتوم الثانية | 105            | قائد سرب. له إسقاط واحد.                                                                     |
| آفيم سيلا/ريوفين ريشيف  | 69    | إف-4إي فانتوم الثانية | 183            | نائب قائد سرب. له إسقاط واحد.                                                                |
| إيهود هانكين/؟          | 69    | إف-4إي فانتوم الثانية |                |                                                                                              |
| يوري جيل/إسرائيل بارناس | 69    | إف-4إي فانتوم الثانية |                |                                                                                              |
| المصادر                 |       |                       |                |                                                                                              |

### السوفيت
| الاسم                                                                                     | القاعدة الجوية | نوع الطائرة  | الحالة                                       |
| ----------------------------------------------------------------------------------------- | -------------- | ------------ | -------------------------------------------- |
| نيكولاي پ. يورتشينكو                                                                      | بني سويف       | ميج-21 إم إف | قائد سرب، قفم (قتل في المعركة)، مواليد 1937. |
| بافل ف. ماكارا                                                                            | بني سويف       | ميج-21 إم إف | تضررت                                        |
| يفغيني غ. ياكوفليف                                                                        | بني سويف       | ميج-21 إم إف | قفز، قفم. مواليد 1935                        |
| غيورغي أ. سيركين                                                                          | بني سويف       | ميج-21 إم إف | قفز.                                         |
| فيتالي ف. سارانين                                                                         | بني سويف       | ميج-21 إم إف |                                              |
| فلاديمير ف. فاسيليف                                                                       | بني سويف       | ميج-21 إم إف |                                              |
| سيرجي و. مازور                                                                            | بني سويف       | ميج-21 إم إف |                                              |
| ڤ. سوبرون                                                                                 | بني سويف       | ميج-21 إم إف |                                              |
| يفغيني أ. كاميني                                                                          | كوم أوشيم      | ميج-21 إم إف | قائد سرب، قفم.                               |
| ؟                                                                                         | كوم أوشيم      | ميج-21 إم إف |                                              |
| ؟                                                                                         | كوم أوشيم      | ميج-21 إم إف |                                              |
| فلاديمير أ. جورافليف                                                                      | كوم أوشيم      | ميج-21 إم إف | قفز (؟)، قفم. مواليد 1932                    |
| ؟                                                                                         | القطامية       | ميج-21 إم إف |                                              |
| فلاديمير إيفليف                                                                           | القطامية       | ميج-21 إم إف | أصابت الميراج التي يقودها آشير سنير.         |
| ؟                                                                                         | القطامية       | ميج-21 إم إف |                                              |
| ؟                                                                                         | القطامية       | ميج-21 إم إف |                                              |
| أقلعت أيضاً رباعيتان أخرتان للاشتباك، واحدة من كوم أوشيم والأخرى من كوم أوشيم أو القطامية. |                |              |                                              |